# Manderscheid (famiglia)

Stemma di famiglia

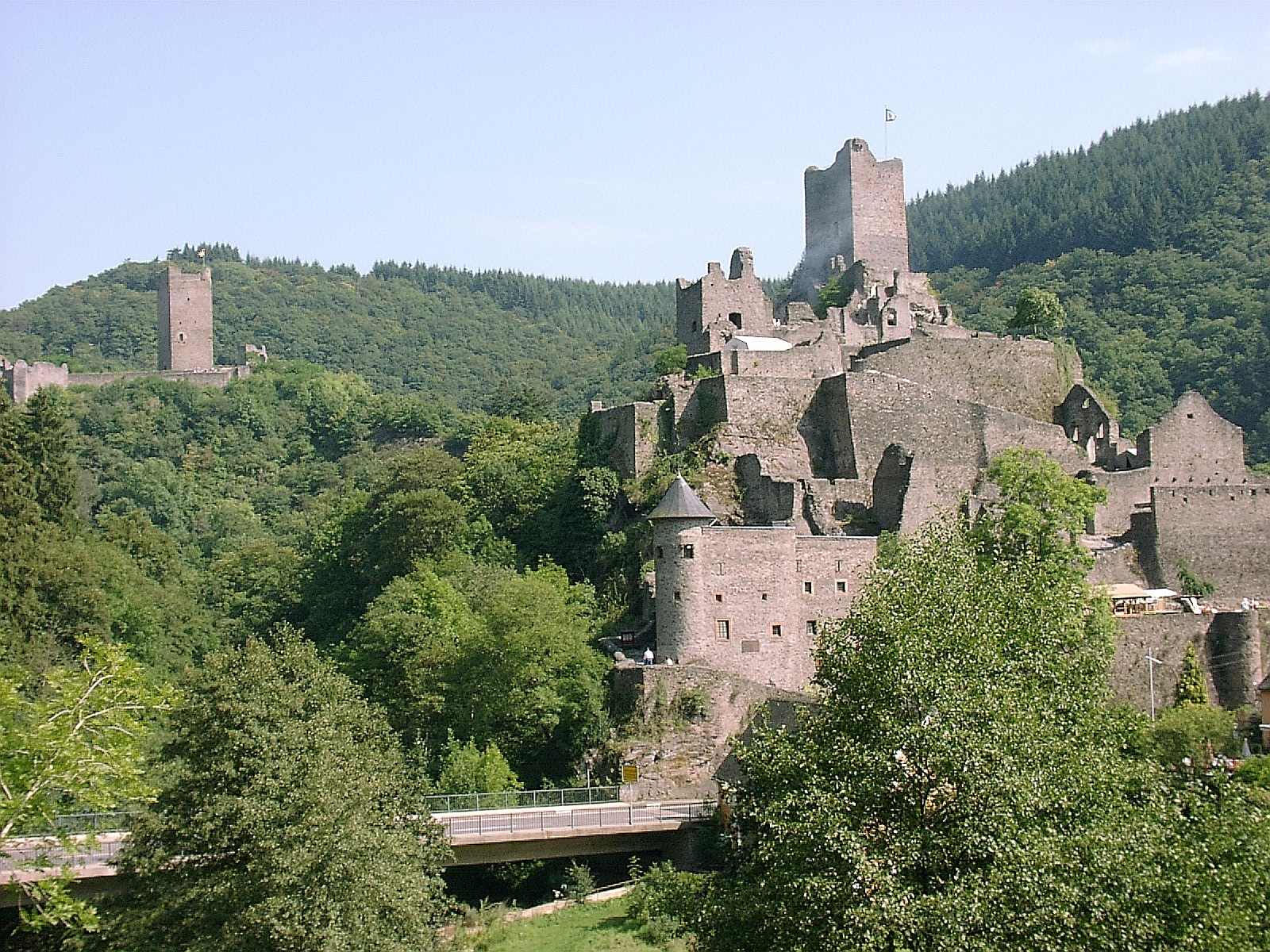
Il Castello basso di Manderscheid, con le rovine del Castello alto sullo sfondo

La famiglia Manderscheid (da cui il nome dell'omonima contea) fu la più potente delle famiglie tedesche nella regione dell'Eifel e nella valle della Mosella per un considerevole periodo di tempo. 

## Storia
La linea dei signori di Blankenheim è documentata dal 1112. Divenne nota con Dietrich II (1252); nel 1380 i suoi possessi furono elevati a contea; la linea diretta di Blankenheim si estinse nel 1406 e la contea passò per linea femminile ai conti von Manderscheid.
La famiglia nel tempo acquistò le signorie di Kronenburg, Junkenrath, Dollendorf, Geroldstein, Erp, Neuerburg, Oberkail, Falkenstein, Bettingen, Manderscheid, Osann-Monzel. Nel 1457, Dietrich III di Manderscheid venne nominato Conte dell'Impero dall'Imperatore (probabilmente Federico III). Quando Dietrich morì il 20 febbraio 1498, egli aveva già nominato per la sua successione i figli Giovanni, Corrado e Guglielmo e le proprietà della famiglia erano state distribuite nel 1488. Ciascuno dei figli fondò una propria dinastia molto influente: Giovanni diede inizio ai Manderscheid-Blankenheim-Gerolstein, Guglielmo ai Manderscheid-Kail e Corrado (detto anche Cuno) ai Manderscheid-Schleiden.
- Manderscheid Schleiden: iniziata con Cuno I (1488-89) ed estintasi nel 1647 con Elisabeth Amalia, ultima figlia di Philipp Dietrich (1582-90), i cui possessi passarono alla linea di Kayl ed ai conti Löwenstein-Wertheim zu Virneburg.
- Manderscheid Kail: iniziata con Wilhelm (1488-02) e terminata nel 1742 con Wolfgang Heinrich (1721-42) i cui beni furono ereditati dalla linea superstite di Blankenheim.
- Manderscheid Blankenheim und Geroldstein: Johann fu il capostipite della linea (1488) che nel 1533 si suddivise in:
  - Gerolstein und Bettingen: estintasi nel 1697;
  - Blankenheim: ramo superstite della famiglia che dal 1742 riunì i possessi di tutti i rami estinti. Ma anche questa linea si estinse con la contessa Augusta (1780-06). Ella era sposata (1762)con un membro della nobiltà boema, il Conte Franz Philipp Christian von Sternberg (1732-86) che unificò i due cognomi. A questi successe il figlio Franz Joseph (1709-1803). I conti entrarono a far parte del collegio dei conti di Westfalia con diritto di seggio e voto (1699) al Reichstag; dal 1803 con la mediatizzazione delle loro terre in Renania, ricevettero le contee di Schüssenried e Weissenau in Svevia, finché furono mediatizzati nel 1806.

La prima sede della famiglia fu Oberkail, e per questo, Oberkail ottenne e mantenne una considerevole importanza nella regione di Eifel per molti secoli. Alla morte dell'ultimo conte, nel 1742, il castello venne distrutto e Oberkail ritornò allo status di villaggio "non notabile".
Tra il 1733 e il 1763 Johann Moritz von Manderscheid-Blankenheim fu arcivescovo dell'arcidiocesi di Praga.

## Signori e Conti sovrani
- Guglielmo VI di Manderscheid e Blankenheim 1296-1367
- Guglielmo VII 1367-1386
- Dietrich I 1386-1426
- Dietrich II 1426-1469 con Guglielmo VIII di Kayl e Wartenstein 1426-1456
- Dietrich III 1469-88, conte (1453)
- Giovanni 1488-1524
- Giovanni II 1524-1533.

- -  Conti di Manderscheid Kayl
- Guglielmo 1488-1502
- Giacomo 1502-1562
- Dietrich 1562-1577
- Dietrich II 1577-1613
- Filippo Teodorico 1613-1653
- Ermanno Francesco 1653-1686
- Carlo Francesco Ludovico 1686-1721
- Wolfgang Enrico 1721-1742

- -  Conti di Manderscheid Geroldstein
- Gerardo 1533-1548
- Giovanni Gerardo 1548-1611
- Carlo 1611-1649
- Ferdinando Ludovico 1649-1671
- Carlo Ferdinando 1671-1697

- -  Conti di Manderscheid Blankenheim e Geroldstein
- Arnoldo 1533-1548
- Ermanno 1548-1604
- Arnoldo II 1604-1614
- Giovanni Arnoldo 1614-1644
- Salentino Ernesto 1644-1694
- Francesco Giorgio 1694-1731
- Giovanni Guglielmo Francesco 1731-1772
- Giuseppe Francesco Giorgio Ludovico 1772-1780
- Augusta Dorotea 1780-1806 e Francesco Filippo Cristiano von Sterneberg -1830[senza fonte]